# 1926–1927-es magyar labdarúgókupa
Az 1926–1927-es magyar kupa a sorozat 10. kiírása volt, melyen a 
Ferencvárosi TC csapata 3. alkalommal diadalmaskodott. 

## Döntő
| 1. csapat       | Eredmény | 2. csapat |
| --------------- | -------- | --------- |
| Ferencvárosi TC | 3–0      | Újpest FC |

| 1927. június 16. |

| Ferencvárosi TC | 3–0 | Újpest FC |
| --------------- | --- | --------- |
|                 |     |           |

| Hungária krt., Budapest Nézőszám: 9000 Játékvezető: Klug Frigyes (magyar) |

## Külső hivatkozások
- 1926–1927-es magyar labdarúgókupa. magyarfutball.hu. (Hozzáférés: 2014. július 18.)